# Elektrischer Bahnbetrieb in Schlesien

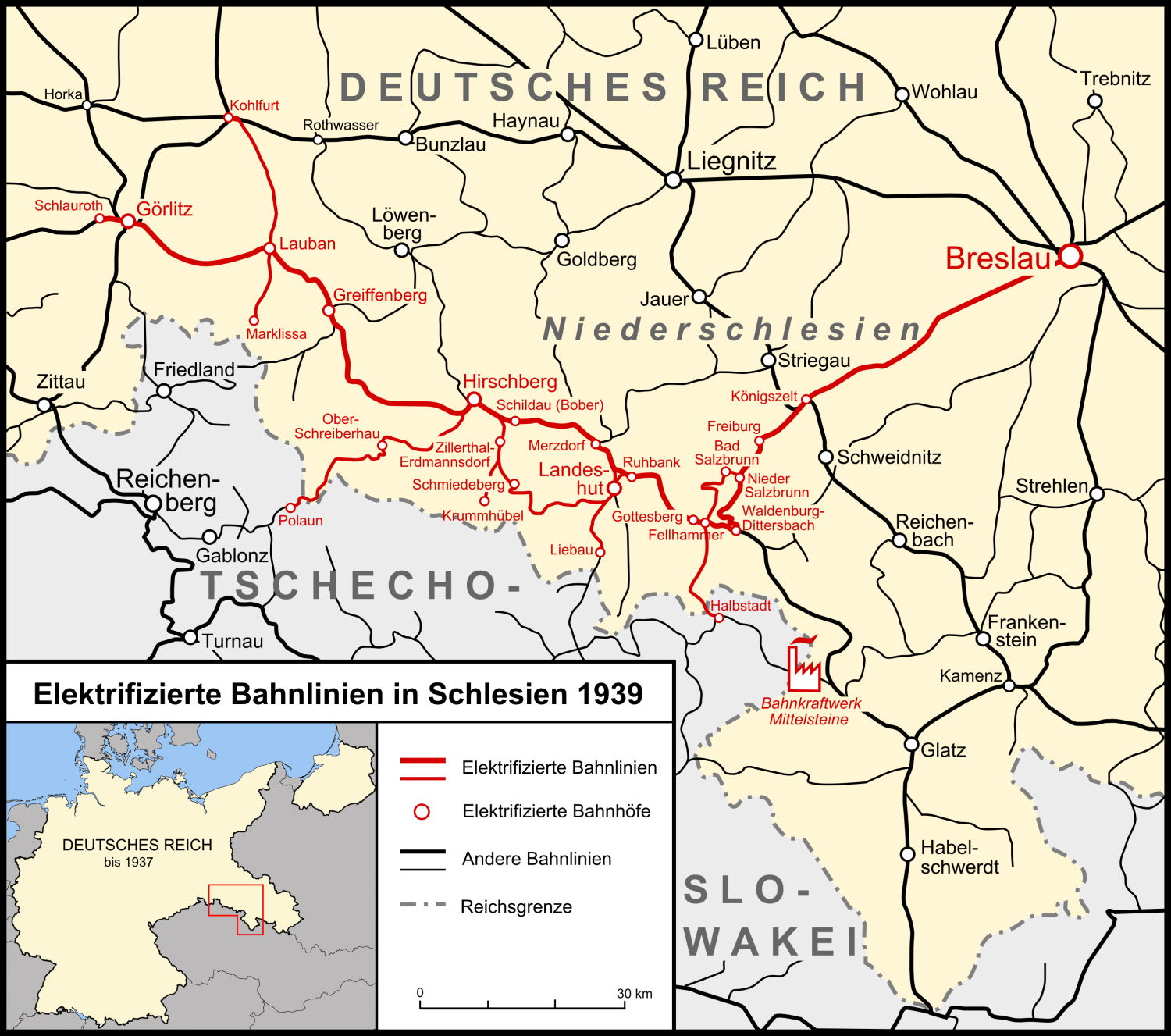
Mit 15 kV elektrifizierte Strecken in Schlesien 1939

Der elektrische Bahnbetrieb in Schlesien wurde von der Preußischen Staatsbahn ab 1914 zunächst versuchsweise aufgenommen und durch die Deutsche Reichsbahn bis zum Beginn des Zweiten Weltkrieges ausgebaut. Die wichtigste Strecke des elektrifizierten Netzes war die ab 1928 durchgehend elektrisch betriebene Hauptbahn von (Schlauroth –) Görlitz über Waldenburg nach Breslau. Diese Strecke mit zahlreichen Steilrampen und Bögen wurde von schweren Kohlenzügen nebst einem beachtlichen Berufs-, Urlauber- und Ausflugsverkehr befahren. Da vorher nur wenige Erfahrungen mit einem elektrischen Vollbahnverkehr vorlagen, war das elektrifizierte Netz in Schlesien ein ausgedehntes Experimentierfeld für elektrische Antriebssysteme und die Infrastruktur der Energieversorgung.
Der Vollständigkeit halber ist hier auch die private und mit 1000 V Gleichspannung elektrifizierte Wüstewaltersdorfer Kleinbahn zu nennen, die 1914 ebenfalls den Betrieb aufnahm. Diese Bahn wird hier thematisch nicht behandelt.

## Geschichte

### Vorgeschichte
Positive Erfahrungen mit der elektrischen Hamburg-Altonaer Stadt- und Vorortbahn veranlassten die preußische Bahnverwaltung, probehalber die Bahnstrecke Bitterfeld–Dessau als Fernstrecke zu elektrifizieren. Der elektrische Versuchsbetrieb wurde am 18. Januar 1911 aufgenommen und erwies sich als erfolgreich. Dies führte wiederum zu Überlegungen, die elektrische Traktion auch auf schwierigeren Strecken zu erproben. Am 30. Juni 1911 bewilligte der preußische Landtag für die Elektrifizierung der Strecke Lauban–Königszelt sowie der Seitenstrecken Nieder Salzbrunn–Fellhammer–Halbstadt, Ruhbank–Liebau, Hirschberg–Grünthal und Hirschberg–Landeshut 9,9 Millionen Mark. Die zeitgenössische Literatur bezeichnet das Vorhaben fortan als Elektrisierung der schlesischen Gebirgsbahnen, obwohl zur eigentlichen schlesischen Gebirgsbahn nur der Abschnitt Lauban–Waldenburg-Dittersbach zählt.

### Erste Streckenelektrifizierung und Betriebsaufnahme
Für die Energieversorgung wurde in Mittelsteine ab Mai 1912 ein Bahnkraftwerk auf preiswerten Bauland am Flüsschen Steine errichtet. Unter Nutzung geringerwertiger Steinkohle, die direkt aus den benachbarten Gruben der Neuroder Kohlen- und Tonwerke angefahren wurde, sollte eine preisgünstige Versorgung mit elektrischer Energie gewährleistet werden. Den Auftrag zum Bau, der Ausrüstung und dem Betrieb erhielt ein Konsortium der Firmen AEG und SSW, das eigens hierfür die Gesellschaft für Bahnstrom, Berlin gründete. Die Gesellschaft sollte das Werk, bevor es in Eigentum der Eisenbahn überging, bis 1949 betreiben. Doch aufgrund wirtschaftlicher Schwierigkeiten in der Inflationszeit übernahm die Reichsbahn 1926 das Werk gegen Zahlung einer Abfindungssumme. Die Erstausstattung bestand aus vier Generatoren für Bahnstrom mit einer elektrischen Dauerleistung von je 4000 Kilowatt und war von Beginn an für 16 2/3 Hz ausgelegt. Für den Eigenbedarf und Lieferungen ins Drehstromnetz 50 Hz standen zwei Generatoren von je 2000 Kilowatt zur Verfügung. Damit hatte das Kraftwerk eine elektrische Gesamtleistung von 20 000 Kilowatt.
Der Bau der Hochspannungsfernleitung, mit der die Energie vom ca. 40 km entfernt liegenden Kraftwerk zum nächstliegenden Unterwerk bei Nieder Salzbrunn übertragen werden sollte, verzögerte sich aufgrund der schwierigen Leitungsführung fernab jeglicher Bahnstrecke über die Ausläufer des Waldenburger Berglandes und des Eulengebirges bis 1914. Im Gegensatz zum mitteldeutschen Netz legte man die Übertragungsspannung schon auf 80 kV aus. Der Bau der Fernleitung zum Anschluss der drei weiteren Unterwerke zog sich unter ähnlich schwierigen Bedingungen bis 1921 hin.
Der Bau der vier Unterwerke, die die Fernleitungsspannung von 80 kV auf die 15 kV der Fahrleitung transformieren, wurde im Frühjahr 1913 begonnen. Die Unterwerke wurden in Nieder Salzbrunn und Ruhbank (beide AEG) sowie Hirschberg und Lauban (beide SSW) errichtet. Bis zum Frühjahr 1914 war jedoch nur das Unterwerk Nieder Salzbrunn fertiggestellt.
Den Auftrag für den Fahrleitungsbau erhielten die Firmen AEG, SSW und BEW. Alle drei Firmen errichteten im Herbst 1911 einen gemeinsamen Probeabschnitt mit drei parallel über dem Gleis angeordneten, an Jochkonstruktionen befestigten Kettenwerken an der Passhöhe bei Jakobsthal, Strecke Hirschberg–Grünthal. Mit dieser Anordnung sollte das Verhalten der Oberleitung bei Sturm, Eisbehang und Kälte im rauen Riesen- und Isergebirgswinter überprüft und verglichen werden.
Die ab Sommer 1912 abschnittsweise errichteten Fahrleitungen wurden ähnlich der Bauarten auf der Strecke Dessau–Bitterfeld–Leipzig–Halle auf zweigleisiger Strecke und in Bahnhöfen in Jochbauweise sowie auf eingleisiger Strecke mit Einzelmasten errichtet. Die Bahnhöfe Fellhammer Gbf und Jannowitz wurden versuchsweise mit Querseiltragwerken ausgerüstet, was 1921/22 dazu führte, die Oberleitung im noch nicht überspannten Bahnhof Oberschreiberhau ebenso zu errichten. Zwischen Petersdorf und dem Moltkefelstunnel bei Niederschreiberhau wurden schon 1913 Schleuderbetonmasten aufgestellt.
Als erster Abschnitt wurde die eingleisige Hauptbahn Nieder Salzbrunn–Fellhammer/Gottesberg–Halbstadt in Betrieb genommen. Man hatte sich zur Fertigstellung des Abschnittes entschlossen, nachdem klar war, dass im Gegensatz zu den Triebwagen ET831 ff, spätere E.T.501 ff, spätere elT1001 ff, spätere Baureihe ET 87 die bestellten elektrischen Lokomotiven vorerst nicht lieferbar waren. Der elektrisch betriebene Personenverkehr wurde am 1. Juni 1914 mit den inzwischen vier angelieferten Triebwagen aufgenommen. Für den Güterverkehr kam im Juli 1914 die aus Mitteldeutschland ausgeliehene Lokomotive E.G.506 versuchsweise zum Einsatz.

### Elektrifizierung im Ersten Weltkrieg
Mit Beginn des Ersten Weltkriegs wurde der elektrische Betrieb zunächst eingestellt, aber bereits wenige Wochen später wieder aufgenommen. Der kupferne Fahrdraht auf den bereits fertiggestellten westlichen Abschnitten musste jedoch für Kriegszwecke überwiegend wieder ausgebaut und an die Metallmobilmachungsstelle abgeliefert werden. Nur die Bahnhöfe Ruhbank und Hirschberg waren davon ausgenommen.
Um die elektrischen Fahrzeuge, die auch vom eingestellten elektrischen Betrieb der K.ED. Halle zur Verfügung gestellt wurden, auszunutzen, wurden die bereits fertiggestellten Strecken im Raum Waldenburg abschnittsweise elektrisch in Betrieb genommen. So wurde bis 1916 der Steilstreckenabschnitt Freiburg–Nieder Salzbrunn–Dittersbach–Fellhammer–Gottesberg in Betrieb genommen.
1917 wurde dann auf dem trotz des Krieges fertiggestellten Abschnitt Freiburg–Königszelt der elektrische Betrieb aufgenommen. Hier wurde teilweise Fahrdraht aus Eisen eingesetzt, der zur besseren Stromleitung mit einem Aluminiumseil verstärkt wurde.

### Weitere Elektrifizierungen unter Regie der Deutschen Reichsbahn

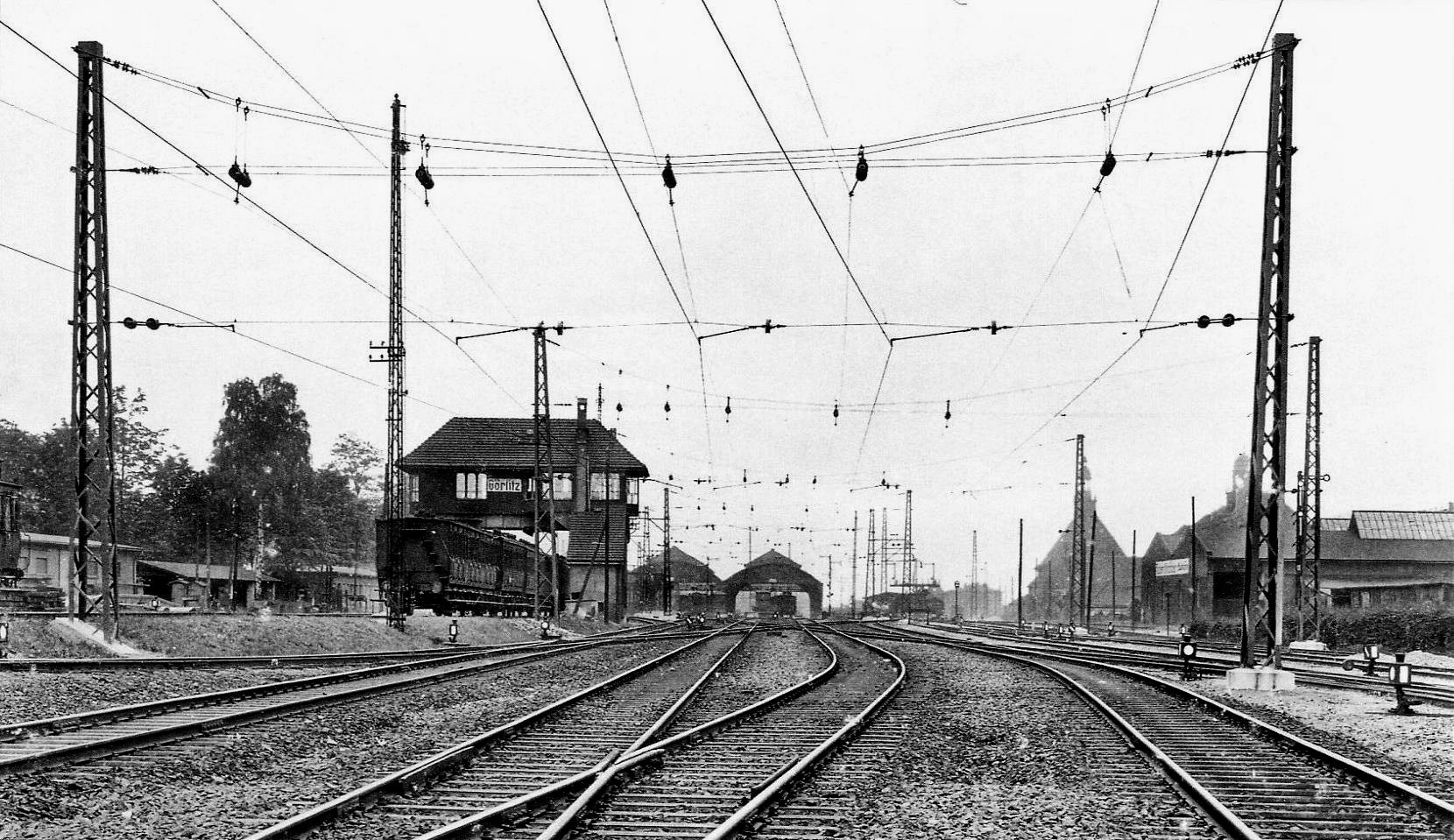
Querseiltragwerke mit Gittermasten im Bahnhof Görlitz (1923)

Nach dem Ersten Weltkrieg wurde die Elektrifizierung nunmehr von der Deutschen Reichsbahn bis 1923 von Fellhammer/Gottesberg über Hirschberg (1922) und Lauban (1922) nach Görlitz (1923) sowie an der Zackenbahn in das Riesengebirge fortgeführt, wobei teilweise weiterhin eiserner Fahrdraht verwendet wurde. 1922 wurden die eigentlich für den Flachlandbetrieb konstruierten mitteldeutschen Lokomotiven an die Reichsbahndirektion Halle, die den elektrischen Betrieb 1921 neben dem Leipziger Güterring auch auf dem Hauptbahnabschnitt Leipzig—Dessau wieder aufgenommen hatte, zurückgegeben.
Aufgrund der gesammelten Erfahrungen begann man Anfang der 1920er Jahre, die Bauart der Oberleitung zu vereinfachen. Auch auf der freien Strecke zwischen Lauban und Görlitz wurde erstmals nach Vereinheitlichungsgrundsätzen gebaut, wobei zur Einzelmastbauweise übergegangen wurde. Dabei kamen auch wieder Betonmasten zur Anwendung. Zur besseren Signalsicht ging man von diesem Prinzip im Bereich der Bahnhofseinfahrten ab und nutzte Einzelmasten mit Doppelausleger für beide Gleise. In den Bahnhöfen setzte sich die Querseilaufhängung endgültig durch. Im Bahnhof Nikolausdorf (heute: Mikułowa) wurden 1923 Schleuderbetonmasten in Tandemanordnung für die Querseiltragwerke errichtet.
1928 wird auf den Abschnitten Königszelt–Breslau Freiburger Bahnhof einschließlich des Abzweiges Lohbrück–Breslau-Mochbern, Lauban–Kohlfurt sowie Lauban–Marklissa der elektrische Betrieb aufgenommen. Mit Kohlfurt und Breslau Freiburger Bf bzw. Breslau-Mochbern wurden Zugbildungsbahnhöfe erreicht, die einen effektiveren Betrieb ermöglichten. Durchgängige elektrisch beförderte Züge über 200 km zwischen Görlitz und Breslau waren zwar möglich, aber nur das Schnellzugpaar D 191/192 und einzelne Reisezüge sind fahrplantechnisch verbürgt. Der Güterverkehr wurde grundsätzlich in Waldenburg-Dittersbach gebrochen.

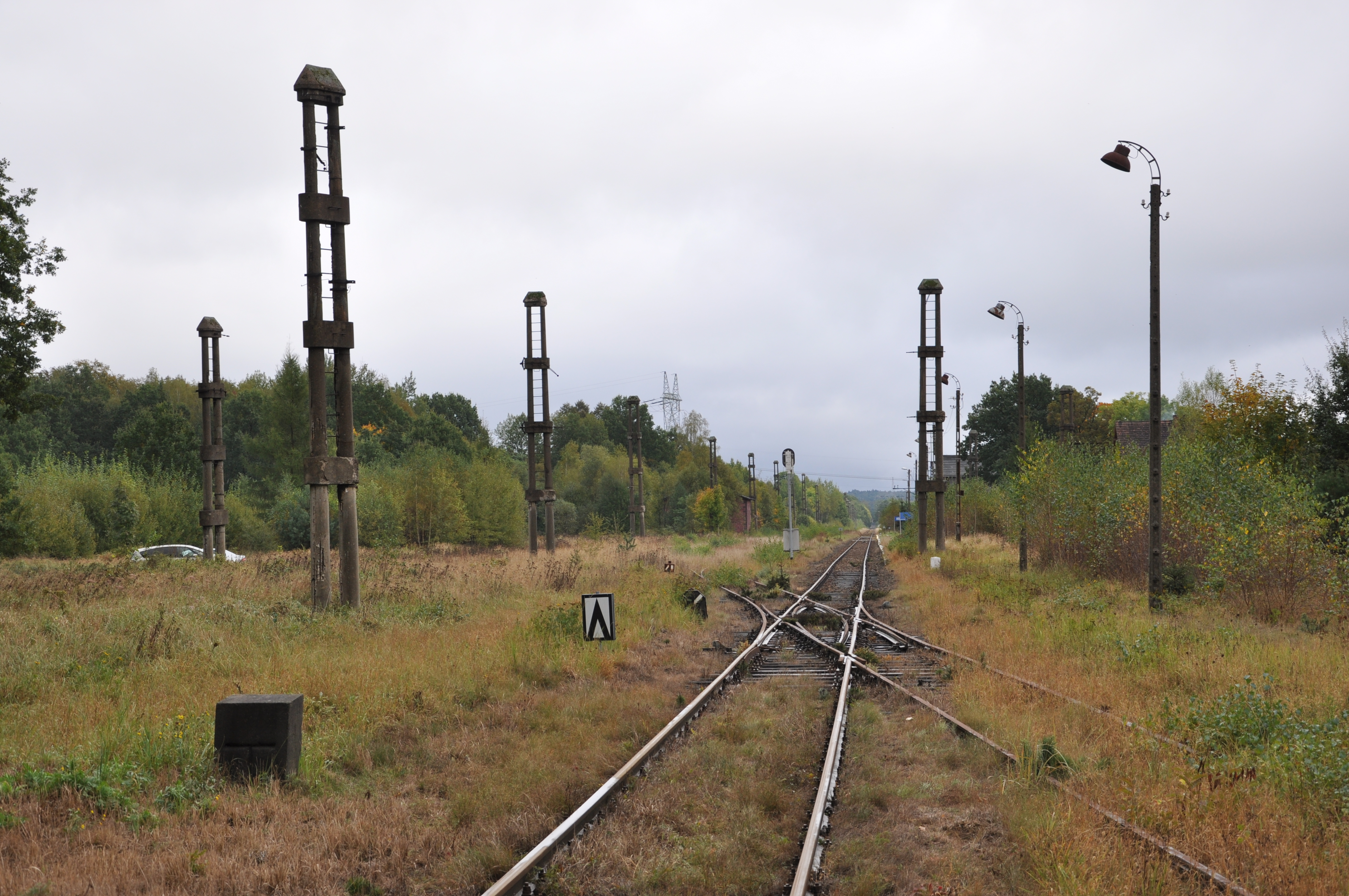
Erhaltene Schleuderbetonmasten für die Aufnahme der Quertragwerke im Bahnhof Mikułowa (2016)

Im elektrifizierten Streckenabschnitt Ruhbank – Waldenburg-Dittersbach wurden in den Jahren 1927 bis 1929 erstmals in Deutschland Tageslichtsignale auf einer Fernbahnstrecke versuchsweise eingebaut. In den Jahren 1931 bis 1933 wurde der Versuchsbetrieb auf den Abschnitt Waldenburg-Dittersbach – Königszelt ausgeweitet. Mit diesem Versuchsbetrieb wurden wertvolle Erfahrungen gesammelt, die nach dem Zweiten Weltkrieg in die Entwicklung moderner Tageslichtsignale einflossen.
Die Elektrifizierung weiterer Hauptbahnen in Schlesien unterblieb aufgrund der favorisierten Elektrifizierung der Strecke Berlin–München und schließlich des Zweiten Weltkriegs. Mit den Nebenstreckenabschnitten Hirschberg–Schmiedeberg–Landeshut (1932) und der Riesengebirgsbahn Zillerthal-Erdmannsdorf–Krummhübel (1934) hatte das elektrifizierte Streckennetz in Schlesien bis 1938 mit dem zweigleisigen Ausbau des kurzen Abschnittes Abzw. Boberbrücke–Hirschberg West seine größte Ausdehnung über 390,5 Kilometer erreicht. Im Januar 1945 wurden die meisten elektrischen Lokomotiven und Triebwagen vor der heranrückenden Ostfront nach Mittel- und Süddeutschland abgefahren. Einige Lokomotiven waren nach Kriegsende auch auf einigen Bahnhöfen in der Tschechoslowakei abgestellt.

### Wiederaufbau und Demontage der Anlagen nach 1945
Nach dem Zweiten Weltkrieg geriet Schlesien östlich der Oder-Neiße-Linie unter polnische Verwaltung, und die dortigen Bahnstrecken gelangten ins Eigentum der Polnischen Staatsbahn PKP.
Nach Beseitigung der Schäden an der Energieversorgung konnte 1945 der elektrische Zugbetrieb mit den wenigen verbliebenen Fahrzeugen wieder aufgenommen werden. Eine ungenaue polnische Quelle gibt die Zahl der nach Kriegsende noch einsatzfähigen elektrischen Triebfahrzeuge mit 26 an.
Wegen mehrerer gesprengter Brücken und Tunnel konnten allerdings nur die Verbindungen Hirschberg–Waldenburg über Landeshut und Hirschberg West – Polaun wieder in Betrieb genommen werden. Eine Wiederaufnahme des elektrischen Betriebes zwischen Görlitz und Hirschberg bzw. Waldenburg und Breslau war wegen starker Kriegszerstörungen nicht möglich.

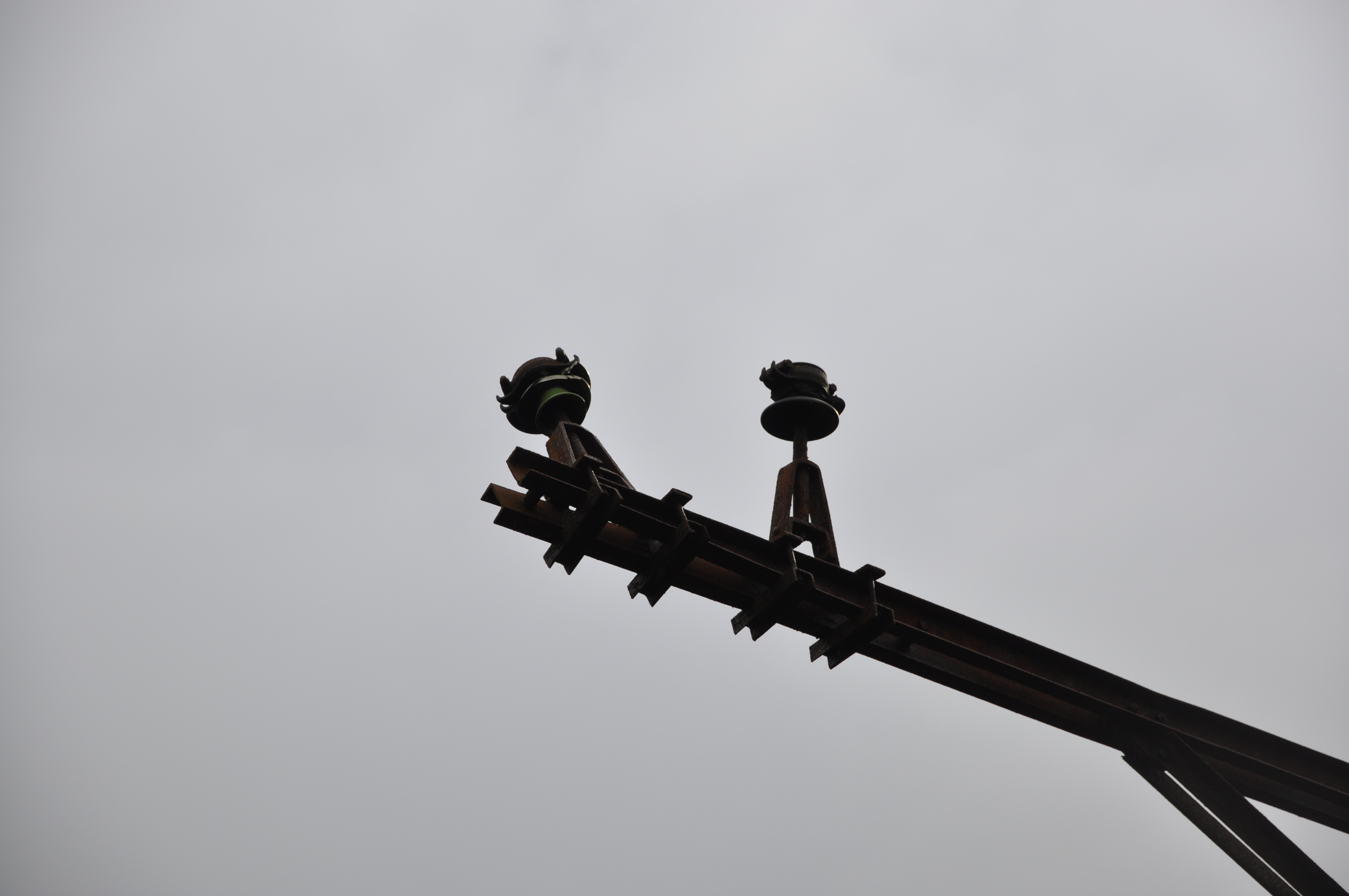
Verbogener Ausleger und gebrochene Isolatoren an einem Mast im Bahnhof Nikolausdorf nach Abbau der Anlagen 1945 (Zustand 2016)

Schon im Juli 1945 fielen die in Schlesien gelegenen elektrifizierten Strecken unter die Reparationsforderungen der Sowjetunion. Im August 1945 begannen sowjetische Soldaten mit dem Abbau vieler elektrischer Anlagen. Abgebaut wurden:
- das Bahnkraftwerk Mittelsteine
- die Unterwerke Niedersalzbrunn, Hirschberg und Lauban
- die Ausrüstung des RAW Lauban
- 47 km Bahnstromleitung
- 900 km Fahrleitung

Dazu kamen insgesamt 31 elektrische Lokomotiven, 11 Triebwagen sowie 12 zugehörige Bei- und Steuerwagen, welche ebenso in die Sowjetunion gelangten. In Schlesien blieben nur einige wenige elektrische Fahrzeuge zurück. So diente etwa ein einstiger EB 51 in Lauban bis in die 1970er Jahre als Fahrleitungsmontagewagen.
Von den Rückbauten ausgenommen blieben:
- sämtliche Fahrleitungsmasten samt Auslegern
- 80 km Bahnstromleitungen
- die Strecke Hirschberg West–Polaun[2]

1952 übergab die Sowjetunion die bis dahin ungenutzten elektrischen Ausrüstungen und Fahrzeuge des schlesischen Netzes zusammen mit den anderen von ihr nach 1945 demontierten Ausrüstungen und abtransportierten elektrischen Fahrzeugen im Tausch gegen neue Kühlwagen an die DDR, wo sie die  Deutsche Reichsbahn für den Wiederaufbau des mitteldeutschen elektrischen Netzes nutzte.

## Die Strecken
| Elektrischer Betrieb ab | Streckenabschnitt                                                                         | Strecke                                      | Länge (km) | Anmerkung                                                           |
| ----------------------- | ----------------------------------------------------------------------------------------- | -------------------------------------------- | ---------- | ------------------------------------------------------------------- |
| 1. Juni 1914            | Nieder Salzbrunn – Bad Salzbrunn – Fellhammer – Halbstadt                                 | Nieder Salzbrunn–Halbstadt                   | 34,49      | Fahrleitung 1945 abgebaut                                           |

Verwirklichte (rot) und nicht mehr realisierte (schwarz) Elektrifizierungen

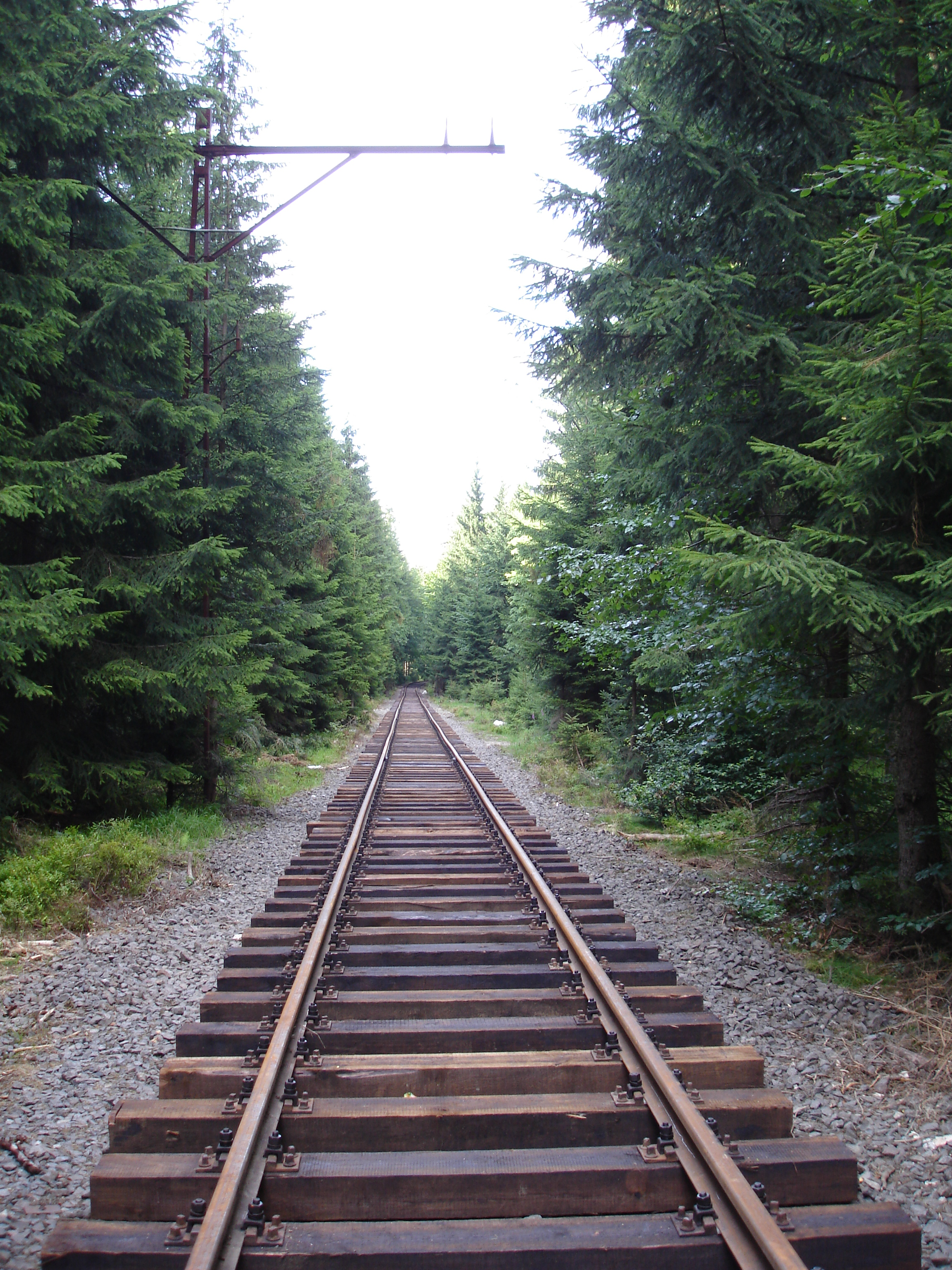
Alte Masten, neues Gleis: Zackenbahn bei Harrachov 2009, neues Gleis für die 2010 dann erfolgte Wiederaufnahme des Bahnbetriebs, bisher hier ohne Strom

| 15. Juli 1915           | Fellhammer – Gottesberg                                                                   | Breslau Freiburger Bf–Waldenburg-Dittersbach | 1,7        | Fahrleitung 1945 abgebaut                                           |
| 1. Januar 1916          | Freiburg (Schles) – Nieder Salzbrunn – Dittersbach – Gottesberg                           | Breslau Freiburger Bf–Waldenburg-Dittersbach | 27,9       | Fahrleitung 1945 abgebaut                                           |
| 1. April 1917           | Freiburg (Schlesien) – Königszelt                                                         | Breslau Freiburger Bf–Waldenburg-Dittersbach | 9,2        | Fahrleitung 1945 abgebaut                                           |
| 22. Oktober 1919        | Gottesberg – Ruhbank                                                                      | Waldenburg-Dittersbach–Görlitz               | 13,3       | Fahrleitung 1945 abgebaut                                           |
| 8. Dezember 1919        | Ruhbank – Merzdorf (Schlesien)                                                            | Waldenburg-Dittersbach–Görlitz               | 6,3        | Fahrleitung 1945 abgebaut                                           |
| 16. Januar 1920         | Merzdorf (Schles) – Schildau (Bober)                                                      | Waldenburg-Dittersbach–Görlitz               | 5,6        | Fahrleitung 1945 abgebaut                                           |
| 21. Juni 1920           | Schildau (Bober) – Hirschberg (Rsgb) Hbf                                                  | Waldenburg-Dittersbach–Görlitz               | 5,1        | Fahrleitung 1945 abgebaut                                           |
| 17. August 1921         | Ruhbank – Landeshut (Schles) – Liebau (Schles)                                            | Ruhbank–Liebau (Schles)                      | 16,10      | Fahrleitung 1945 abgebaut                                           |
| 15. April 1922          | Hirschberg (Rsgb) – Lauban                                                                | Waldenburg-Dittersbach–Görlitz               | 51,9       | Fahrleitung 1945 abgebaut, ab 1986 mit 3 kV =                       |
| 15. Februar 1923        | Hirschberg (Rsgb) Abzw Boberbrücke – Grünthal (Polaun)                                    | Hirschberg–Polaun                            | 48,93      | Fahrleitung 1945 abgebaut, sei 1987 (bis Ober-Schreiberhau): 3 kV = |
| 1. September 1923       | Lauban – Görlitz                                                                          | Waldenburg-Dittersbach–Görlitz               | 25,58      | Fahrleitung 1945 abgebaut                                           |
| 20. März 1924           | Görlitz – Schlauroth Rbf                                                                  | Schlauroth Rbf–Görlitz                       | 3,24       |                                                                     |
| 28. Januar 1928         | Breslau Freiburger Bf – Königszelt                                                        | Breslau Freiburger Bf–Waldenburg-Dittersbach | 48,31      | Fahrleitung 1945 abgebaut, ab 1966: 3 kV =                          |
| 3. April 1928           | Lauban – Kohlfurt                                                                         | Kohlfurt–Lauban                              | 21,75      | Fahrleitung 1945 abgebaut, ab 1986: 3 kV =                          |
| 22. Juni 1928           | Lauban – Marklissa                                                                        | Lauban–Marklissa                             | 10,81      | Fahrleitung 1945 abgebaut                                           |
| 25. Juni 1928           | Breslau Freiburger Bf – Breslau-Mochbern – Lohbrück                                       | Breslau Freiburger Bf–Waldenburg-Dittersbach | 8,6        | Fahrleitung 1945 abgebaut                                           |
| 9. Dezember 1932        | Hirschberg (Rsgb) – Zillerthal-Erdmannsdorf – Schmiedeberg (Rsgb) – Landeshut (Schlesien) | Hirschberg (Rsgb) Hbf–Landeshut (Schles)     | 38,8       | Fahrleitung 1945 abgebaut                                           |
| 29. Juni 1934           | Zillerthal-Erdmannsdorf – Krummhübel                                                      | Zillerthal-Erdmannsdorf–Krummhübel           | 6,9        | Fahrleitung 1945 abgebaut                                           |
| 15. Oktober 1938        | Obermerzdorf – Krausendorf                                                                | Merzdorf–Landeshut (Schles)                  | 1,85       | Fahrleitung 1945 abgebaut                                           |

| Streckenübersicht | |  |
| Hauptbahnen: - Breslau Freiburger Bf–Waldenburg-Dittersbach - Görlitz–Waldenburg-Dittersbach (Schlesische Gebirgsbahn) - Schlauroth Rbf–Görlitz - Kohlfurt–Lauban - Nieder Salzbrunn–Halbstadt - Ruhbank–Liebau - Merzdorf–Landeshut | Nebenbahnen: - Hirschberg (Rsgb) Hbf–Polaun (Zackenbahn) - Hirschberg (Rsgb) Hbf–Landeshut (Schles) - Zillerthal-Erdmannsdorf–Krummhübel (Riesengebirgsbahn) - Lauban–Marklissa |  |

## Fahrzeugeinsatz

### Erste eigene Lokomotiven
1914 begann der elektrische Betrieb mit den sechs dreiteiligen elektrischen Triebwagen der Reihe ET 831ff (spätere Bezeichnung ET 87) auf der Linie Nieder Salzbrunn–Halbstadt. Die Fahrzeuge bewährten sich nach anfänglichen Schwierigkeiten. Später waren sie auf Dauer dem Betrieb auf den Steigungsstrecken nicht mehr gewachsen und wurden auf weniger frequentierte Linien abgegeben.
Ende 1915 wurden dann auch die ersten für Schlesien bestimmten Lokomotiven ausgeliefert. Dabei handelte es sich um 1’C1’-Maschinen, EP 202ff (spätere E 30 02–08) der Hersteller BMAG (mechanischer Teil) und MSW (elektrischer Teil) aus einer Serie von sieben Lokomotiven. Sie war für einen Triebwagenergänzungsdienst auf den der Hauptstrecke abgehenden Nebenlinien gedacht. Kriegsbedingt zog sich die Auslieferung bis 1921 hin. Für den Güterzugsdienst waren B+B+B-Maschinen vorgesehen, EG 538 abc (spätere E 91 38), Hersteller LHW (mechanischer Teil) und SSW (elektrischer Teil). 1915 wurde die erste Maschine ausgeliefert. Auch bei diesen zog sich die Lieferung bis 1922 hin, bis letztendlich zwölf Maschinen, die wegen ihres eingebauten Gepäckabteils als „Möbelwagen“ bezeichnet wurden, eingesetzt werden konnten. Der Begriff „schlesische Kolosse“ entstammt wohl mehr dem Vokabular moderner Eisenbahnfreunde.
Bis zum Ende des Ersten Weltkriegs wurden nur noch wenige weitere der o. g. Serienmaschinen geliefert. Im Sommer 1917 kommt dann mit der EP 235 auch der Prototyp der 2’D1’-Maschinen der späteren Baureihe E 50 zum Einsatz. Hersteller der EP 235 waren LHW (mechanischer Teil) und BEW (elektrischer Teil).
Bei der Entwicklung einer schweren Reisezuglokomotive in Schlesien wurden zunächst unterschiedliche Konzepte verfolgt, nämlich das einer besonders kurvengängigen 1’B+B1’-Gelenklokomotive und einer einrahmigen 1’D1’-Maschine analog der EG 501 Halle. Diese zweimotorigen Lokomotiven zeigten aber im Fahrzeuglauf Schüttelschwingungen und deshalb wurden nur zwei Gelenklokomotiven der Reihe EP 209/210 und EP 211/212 geliefert. Da diese Lokomotiven stark schlingerten und die 1917 nunmehr aus Gewichtsgründen als 2’D1’ ausgeführte Einrahmen- und Einmotorlokomotive EP 235 einen ruhigen Kurvenlauf aufwies, wurde zur weiteren Beschaffung von Personenzuglokomotiven diese Konstruktion verwendet. Der Fahrmotor der EP 235 ist mit einem Ständerdurchmesser von 3,6 m und einer Masse von 25,5 Tonnen ist bis heute der größte jemals gebaute Fahrmotor einer elektrischen Lokomotive.
Lokomotivübersicht
- Preußische ET 831 bis ET 842 (DRG-Baureihe ET 87)
- Preußische EP 202 bis EP 208 (DRG-Baureihe E 30)
- Preußische EG 538abc bis EG 549abc (DRG-Baureihe E 91.3)
- EP 209/210 und EP 211/212 (ab 1926 DRG-Baureihe E 49)
- Preußische EP 235

### Elektrische Lokomotiven vom mitteldeutschen Netz

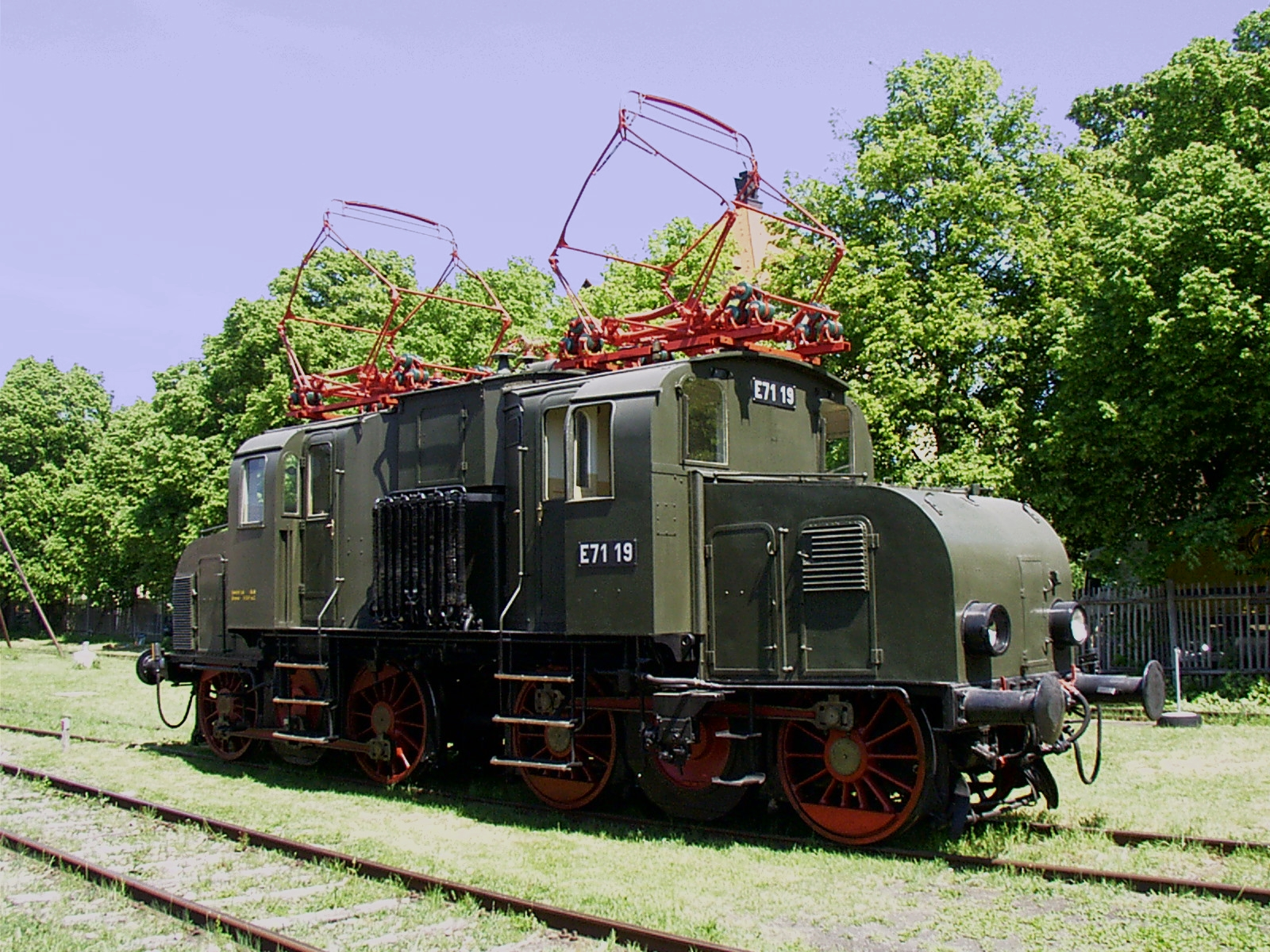
Ab 1915 in Schlesien im Einsatz: Baureihe E 71

Nach der vorläufigen Einstellung des elektrischen Betriebes in Mitteldeutschland kamen im Frühsommer 1915 verschiedene mitteldeutsche Elektrolokomotiven nach Schlesien, die von dem Streckenabschnitt Dessau–Bitterfeld stammten, u. a. die EG 511 und 512 (spätere Baureihe E 71.1) und die ES 09 und 11, weil die für Schlesien bestellten Maschinen noch nicht ansatzweise geliefert waren. Zwar waren diese Lokomotiven für den Einsatz auf den Gebirgsstrecken denkbar ungeeignet, aber weil Mangel an Lokomotiven bestand, setzte die KED Breslau die teilweise viel zu schwachen Maschinen auf der Strecke von Nieder Salzbrunn nach Halbstadt und später insbesondere für Vorspannzwecke auf dem Abschnitt Freiburg–Dittersbach ein.
Auch weitere für Mitteldeutschland bestellte Maschinen wurden in Schlesien in Betrieb genommen, so 1915 die EG 513 und ein Teil der ES 12 ff. Weiterhin kamen die anfänglich zur Elektrifizierung mit Oberleitung vorgesehenen Lokomotiven EG 507–508 und die Triebgestelle EB 1–3 mitsamt dem für die Berliner Stadt-, Ring- und Vorortbahnen vorgesehenen Versuchszug nach Schlesien. Mit den Triebgestellen wurden umfangreiche Versuche in Schlesien unternommen. Ein Foto zeigt auch die S-Bahn Wagengarnitur 1918 im Versuchsbetrieb mit der EP 235. Die Triebgestelle wurden Ende 1922 ausgemustert. Aus bereits von anderen Firmen angearbeiteten Triebgestellen wurden bis 1924/25 sieben elektrische Lokomotiven mit der Achsfolge B’B’ für den leichten Personenzugdienst gebaut. Im Gegensatz zu allen anderen bisher genannten Lokomotiven erwiesen sich diese Notlösungen, die nach dem Umbezeichnungsplan von 1925 die Reihenbezeichnung E 421 erhielten, als sehr betriebstauglich. Sie verblieben bis 1945 auf den schlesischen Strecken.
Lokomotivübersicht
- Preußische ES 9 bis ES 19 (DRG-Baureihe E 01)
- Preußische EG 507 und EG 508 (DRG-Baureihe E 70 07–08)
- Preußische EG 511 bis EG 516 (DRG-Baureihe E 71.1)

### Weitere Triebfahrzeuge nach dem Ersten Weltkrieg
Auf Basis der positiven Erfahrungen mit der EP 235 wurden die EP 236 bis 246 (spätere E 50 36–46) und die EP 247 bis 252 (spätere E 50 47–52) entwickelt und ab 1923 angeliefert. Sie wurden anfänglich im schweren Personenzug- und gelegentlich im Schnellzugdienst auf der Hauptlinie von Görlitz nach Dittersbach eingesetzt. Die Maschinen der zweiten Serie wurden sämtlich mit dem Erscheinen der Baureihe E 17 ab 1928 nach Mitteldeutschland abgegeben, die der ersten Serie wurden in den 1930er Jahren in untergeordneten Diensten eingesetzt.
Für eine eventuelle Elektrifizierung der Berliner Stadtbahn mit 15 Kilovolt und 16⅔ Hertz bewilligte der Preußische Landtag am 9. Juni 1913 25 Millionen Mark. Davon sollten zehn vierachsige Elektrolokomotiven, vier Triebwagen und drei zweiachsige Triebgestelle (EB 1 bis EB 3) beschafft werden. Nach dem Krieg entschied die neugegründete Deutsche Reichsbahn jedoch, die Berliner Stadtbahn mit 750 Volt Gleichspannung zu elektrifizieren. Über die Triebdrehgestelle und die Preußische EG 507 und EG 508 wurde im vorherigen Kapitel bereits berichtet; nach 1920 erschienen zusätzlich noch die vier Triebwagen der Reihe ET 507 bis 510 Breslau, die von Anfang an gute Betriebsergebnisse zeigten und auf der Bahnlinie Nieder Salzbrunn–Halbstadt die ET 831ff (spätere Baureihe ET 87) ablösten.
Von der bereits 1912 ausgelösten Bestellung bei BBC erschienen ab 1919 zehn Güterzug-Doppellokomotiven der Reihe Preußische EG 551/552 bis EG 569/570 (spätere Reihe E 90.5). Sie waren zweiteilig und besaßen Stangenantrieb mit Hallschen Kurbeln. Anfänglich auch auf der Hauptstrecke im Einsatz, wanderten sie nach Erscheinen leistungsfähigerer Güterzuglokomotiven auf Nebenstrecken ab. Sie wurden in den 1930er Jahren nach und nach ausgemustert. Einige Exemplare blieben bis 1945 in Schlesien. 1925 kamen 13 Lokomotiven der EG 581–594 (DR-Baureihe E 91) nach Schlesien. Sie waren zwar lediglich 55 km/h schnell, für die Güterzüge der damaligen Zeit war diese Geschwindigkeit aber ausreichend. Sie konnten 1420 t auf den Rampen von 10 ‰ schleppen.
1913 wurde der Bau großer Lokomotiven mit Einzelachsantrieb statt des gekuppelten Stangenantriebes erwogen. Wegen der bogenreichen Strecken wurde abermals eine Gelenklokomotive konzipiert. Der Auftrag für neun Lokomotiven gingen an die Firmen Linke-Hofmann-Werke in Breslau (Mechanischer Teil) und an die Siemens-Schuckert-Werke (Elektrischer Teil). Kriegsbedingt erfolgte die Lieferung erst zwischen 1923 und 1925. Die Radsätze wurden von je einem Reihenschlussmotor über einen Tatzlagerantrieb angetrieben. Die Lokomotiven erbrachten im mittelschweren Güterzugdienst auf der Strecke Görlitz – Königszelt Laufleistungen von mehr als 70 000 Kilometern pro Jahr. Auch für den Reisezugdienst auf Nebenstrecken wurden sie eingesetzt, wofür eine elektrische Heizanlage eingebaut und die Höchstgeschwindigkeit auf 60 km/h erhöht wurde. 1926 reihte die DR diese Maschinen als Baureihe E 92.7 in ihren Bestand ein. In Schlesien blieben sie bis Februar 1945 im Einsatz.
Lokomotivübersicht
- Preußische EP 213 bis EP 219 (ab 1926 DRG-Baureihe E 42)
- Preußische EP 235
- Preußische EP 236 bis EP 246 (DR-Baureihe E 50.3)
- Preußische EP 247 bis EP 252 (DR-Baureihe E 50.4)
- Preußische EG 551/552 bis EG 569/570 (DR-Baureihe E 90.5)
- Preußische EG 571ab bis EG 579ab (DR-Baureihe E 92.7)
- EG 581–594 (DR-Baureihe E 91)
- DR-Baureihe ET 88 (DR-Baureihe ET 88)

### Elektrische Lokomotiven der Deutschen Reichsbahn für Schlesien
Durch das steigende Güteraufkommen bestand zur Reichsbahnzeit mehr Bedarf an leistungsstärkeren Elektrolokomotiven. Daher wurden 1927 noch zwölf E 91.9 bestellt, die gegenüber den EG 581–594 eine elektrische Widerstandsbremse und ein moderneres Äußeres besaßen. Sie wurden 1929 in Dienst gestellt.
Nachdem sich die Lokomotiven der Reihe E 92.7 im Betrieb bewährten, plante die Reichsbahn, auch eine Lokomotive für den schweren Güterzugdienst mit Einzelachsantrieb zu beschaffen. Als Antrieb wurde wieder der Tatzlagerantrieb gewählt. Sechs Exemplare der bis dahin größten elektrischen Lokomotive erschienen 1927, die für die Beförderung von 2200 t-Zügen gedacht waren und die Reihenbezeichnung E 95 erhielten. Bei Versuchsfahrten wurden 2600 t-Züge auf 5 ‰ mit 55 km/h befördert. Eingesetzt wurden sie bis 1945 auf der schlesischen Hauptlinie Görlitz – Lauban – Dittersbach.
Auch im Personenzugsdienst wurden Lokomotiven mit Tatzlagerantrieb beschafft. Wurden zuerst Versuche mit der E 44.2 von Bergmann-Borsig (mechanisch) und Berliner Maschinenbau durchgeführt, so wurden die Serienmaschinen der Baureihe E 44 besser beurteilt und es kam ab 1936 zum Einsatz der E 44 043 bis 050 in Schlesien. Die E 44.2 wurde um die Zeit des Zweiten Weltkriegs nach Freilassing abgegeben.
Im Schnellzugdienst wurden ab 1927 ebenfalls Lokomotiven mit Einzelachsantrieb beschafft. Nachdem die in Mitteldeutschland getesteten E 15 und E 16 101 mit Tatzlagerantrieb nicht erfolgreich waren, erwies sich die DR-Baureihe E 21.0 von der AEG mit ihrem Federtopfantrieb letztendlich als erfolgreichste Variante. Es wurden von dieser Reihe zwei Lokomotiven bestellt, bei der sich lediglich das Laufwerk, die Fahrmotorenaufhängung, die Achslagerschmierung sowie das Äußere geringfügig unterschieden. Letztendlich wurden mit diesem Antriebsprinzip alle weiteren Schnellzuglokomotiven der DRG bis 1945 beschafft, von denen in Schlesien die Baureihen E 17 (zwölf Exemplare) und E 18 (acht Exemplare) für den Schnellzugdienst im Bereich Görlitz – Lauban – Dittersbach verwendet wurden. Der Vollständigkeit halber muss noch erwähnt werden, dass noch ein Exemplar mit der Bezeichnung E 21 51 von LHW und Bergmann Elektrizitätswerke als Versuchslokomotive und später für den Dauerbetrieb vorhanden war. Diese Maschine hatte aber zum Testbeginn einige Mängel im Antriebsbereich. Als diese behoben waren, hatte sich die DRG bereits für die Lokomotiven der AEG (DR-Baureihe E 21.0) entschieden, obwohl die E 21 51 leistungsmäßig mit den E 18 konkurrieren konnte.
Wie man sieht, war die Typenvielfalt auf dem elektrifizierten Schlesischen Gebirgsnetz sehr vielfältig und 1936 betrug der Bestand im Reichsbahnausbesserungswerk Lauban 96 elektrische Lokomotiven; zwölf E 17, acht E 18, zwei E 21, eine E 21.5, zwei E 42.1, fünf E 42.2, acht E 44, sechs E 50.3, neun E 90.5, zehn E 91, sechs E 91.3, zwölf E 91.9, neun E 92.7 und sechs E 95. Das Ende der Lokomotivbeschaffung in der Zeit vor dem Zweiten Weltkrieg bildete die Lieferung von 18 Lokomotiven der Reihe E 94.
Lokomotivübersicht
- DR-Baureihe E 17
- DR-Baureihe E 18
- DR-Baureihe E 21.0
- DR E 21 51
- DR-Baureihe E 44
- DR E 44 2001
- DR-Baureihe E 91.9
- DR-Baureihe E 94
- DR-Baureihe E 95

### Elektrische Triebwagen der Deutschen Reichsbahn für Schlesien
Ermutigt durch die positiven Betriebsergebnisse der DR-Baureihe ET 88 auf der Bahnlinie Nieder Salzbrunn–Halbstadt bestellte die DRG bei der WUMAG mehrere Triebwagen der Reihe ET 89, um mit ihnen den Triebwagenverkehr speziell auf der Linie Hirschberg–Polaun effektiver durchzuführen. Gleichzeitig wurden zu dieser Reihe auch mehrere Bei-, später auch Steuerwagen, mitbeschafft. In der Regel bestand ein Zug mit dieser Reihe aus zwei Triebwagen und bis zu acht dazwischen laufenden Beiwagen. In der Hauptreisezeit hatten die Züge drei Trieb- und bis zu zwölf dazwischengestellte Beiwagen. Die schwach besetzte Endstrecke von Josefinenhütte bis Polaun konnte ein Triebwagen alleine bedienen.
1934 erschienen vier Triebwagen der Reihe ET 51 zusammen mit vier Steuerwagen für die Aufgabe, die Hauptstadt Breslau mit dem Gebirge und Görlitz im Verband zu verbinden. Dabei fuhr die Gesamteinheit zunächst bis Hirschberg, danach fuhr ein Teil nach Oberschreiberhau, ein Teil nach Krummhübel und ein Teil nach Görlitz weiter. Bei der Rückfahrt wurden die Triebzüge in Hirschberg wieder vereinigt. Obwohl die DRG bald merkte, dass die Geschwindigkeit der Züge mit 90 km/h nicht ausreichend war, wurden nochmals vier als Reihe ET 51.1 1939 bestellt.
Den Nachteil der niedrigen Geschwindigkeit vermieden die zweiteiligen Triebzüge der Reihe ET 25, die auf den Hauptstrecken bis zu 120 km/h fahren konnten. Ihr Nachteil war, dass sie durch den häufig benötigten Steuerwagen bei den vielen Steigungsstrecken an die Leistungsgrenze gerieten, was unzulässige Erwärmung der Fahrmotoren nach sich zog. Trotzdem blieben sie in Schlesien und bedienten dort die Strecken Lauban – Kohlfurth sowie Görlitz – Greifenberg. Als Ersatz für den Betrieb zu den Kurorten in das Riesengebirge erschienen sechs neue Triebwagen der Reihe ET 31. Bei dieser Reihe wurden pro Wagen zwei Achsen angetrieben, was ihnen eine Beschleunigung in 75 Sekunden vom Stand auf 120 km/h ermöglichte.
Übersicht der Fahrzeuge
- DR-Baureihe ET 25
- DR-Baureihe ET 31
- DR-Baureihe ET 51
- DR-Baureihe ET 51.1
- DR-Baureihe ET 89 (Rübezahl)

## Infrastruktur

### Kraftwerke

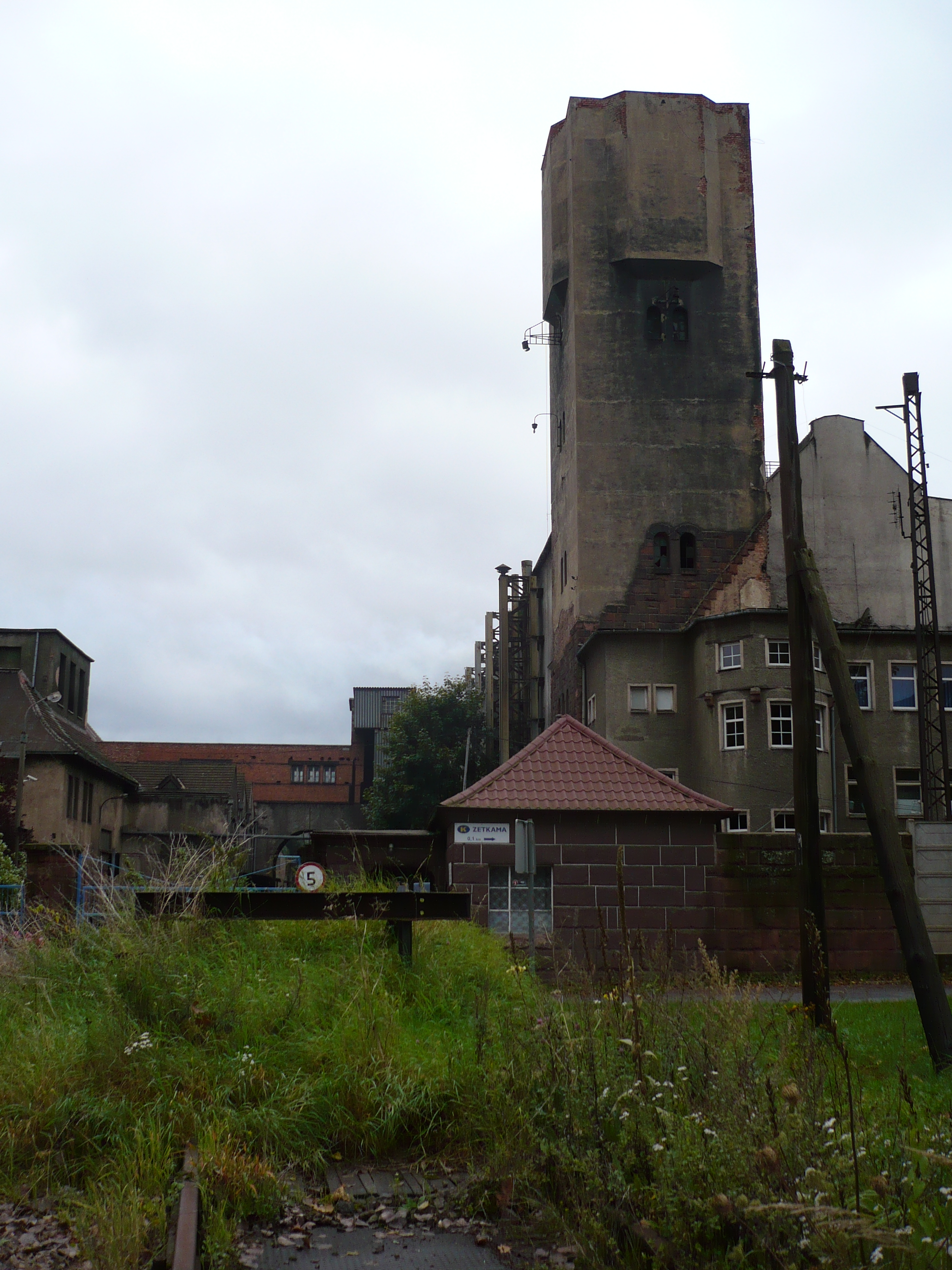
Bahnkraftwerk Mittelsteine (2010)

Die Erzeugung des nötigen Bahnstromes erfolgte einzig im Bahnkraftwerk Mittelsteine (heute: Ścinawka Średnia) bei Neurode (heute: Nowa Ruda). Das abseits der elektrifizierten Strecken errichtete Wärmekraftwerk wurde mit geringwertiger Steinkohle aus dem Neuroder Revier betrieben. Nach einer Erweiterung Ende der 1920er Jahre stand insgesamt eine elektrische Leistung von 24 MW für den Betrieb der schlesischen Strecken zur Verfügung. Über 80-kV-Bahnstromleitungen wurde der erzeugte Strom zu den Unterwerken weitergeleitet.

### Unterwerke
Vier Unterwerke dienten der Einspeisung des im Kraftwerk Mittelsteine erzeugten Bahnstroms in die Fahrleitungen (Architekt: Werner Issel). Bemerkenswert an den Unterwerken war, dass im Unterschied zu modernen Anlagen ursprünglich alle Schaltanlagen in geschlossenen Gebäuden mit einem zentralen Turm und zahlreichen Anbauten untergebracht waren. Auch die Unterwerke wurden 1945 abgebaut, erhalten blieben nur die baulichen Hüllen, die später oft anderen Zwecken zugeführt wurden.
Unterwerk Niedersalzbrunn 50° 48′ 40,0″ N, 016° 18′ 03,0″ O
Das Unterwerk Niedersalzbrunn ging schon 1914 für die Versorgung der Strecke Niedersalzbrunn–Halbstadt in Betrieb. Ende der 1920er Jahre wurde das Unterwerk durch eine Freiluftschaltanlage erweitert.
Unterwerk Hirschberg 50° 54′ 49,0″ N, 015° 44′ 20,0″ O
Das Unterwerk wurde 1921 ab- und wahrscheinlich auch in Betrieb genommen. Das Gebäude wurde im Rahmen des Baus einer vierspurigen Straße vermutlich in den 1970er Jahren abgerissen. Fundamentreste sind aber noch vorhanden.
Unterwerk Ruhbank 50° 48′ 50,0″ N, 016° 04′ 09,0″ O
Das Unterwerk in Ruhbank (heute: Sedzisław) wurde 1919 für die Versorgung der Schlesischen Gebirgsbahn in Betrieb genommen und 1924 in eine reine Schaltstelle 80 kV umgebaut. Die Gebäude des ehemaligen Unterwerkes Ruhbank existieren noch und werden heute von einem Sägewerk genutzt.
Unterwerk Lauban 51° 06′ 11,0″ N, 015° 17′ 47,0″ O
Das Unterwerk in Lauban (heute: Lubań) wurde 1922 in Betrieb genommen. Es versorgte neben der Schlesischen Gebirgsbahn später auch die abzweigenden Strecken nach Kohlfurt und Marklissa. Die bauliche Hülle des Unterwerkes ist noch erhalten, aber ungenutzt und stark verwüstet. 100 Meter weiter östlich befindet sich das Unterwerk Lauban der PKP zur Versorgung der Oberleitung mit 3 kV Gleichspannung.
Unterwerk Breslau
Dieses Unterwerk taucht in zeitgenössischen Veröffentlichungen der 1920er Jahre vereinzelt auf, ist aber über den Planungsstatus nie hinausgekommen. Auch einige heutige Veröffentlichungen nennen fälschlicherweise die Existenz eines Unterwerkes Breslau.

### Bahnstromfernleitungen

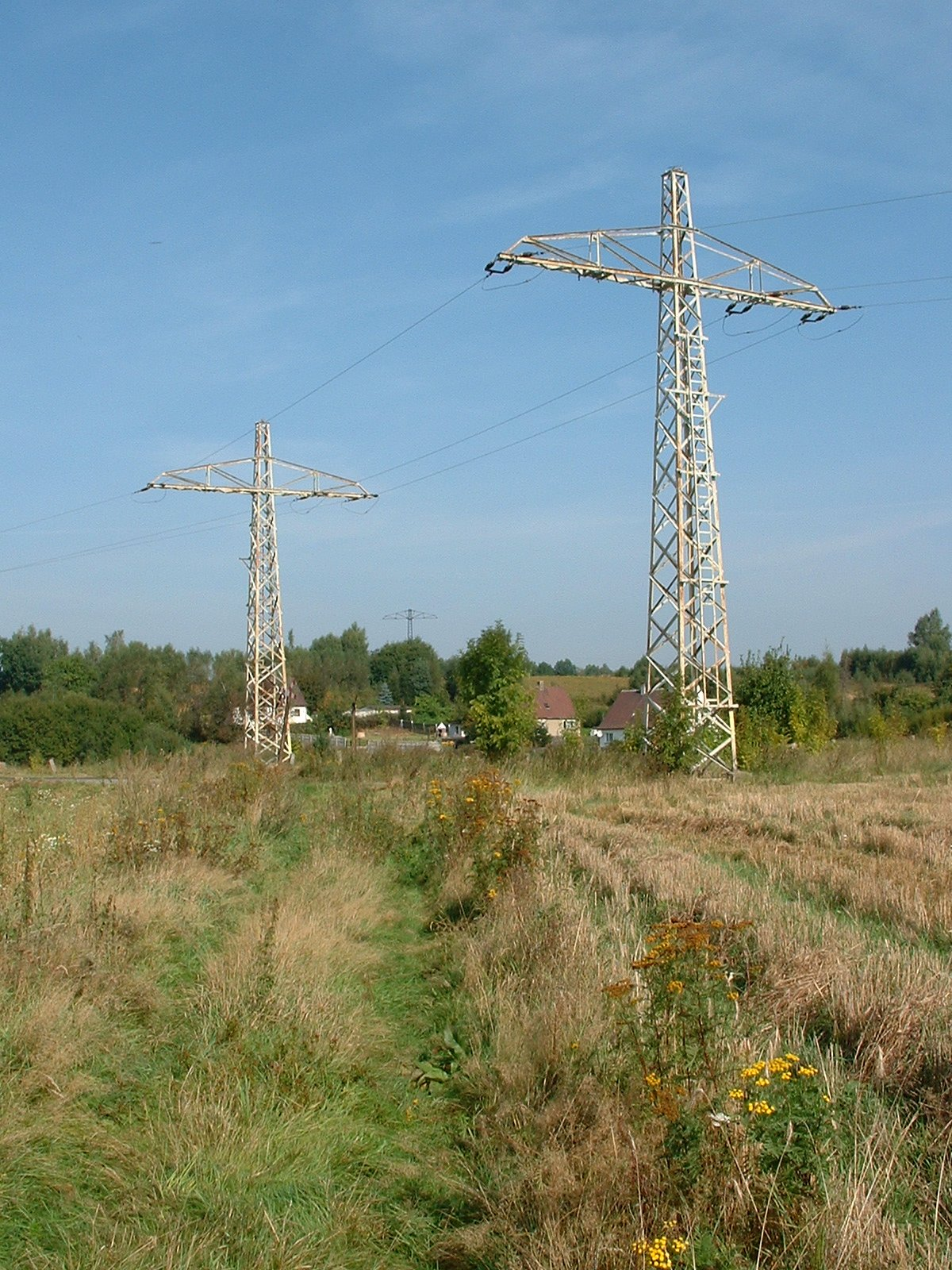
Ende der vom polnischen Drehstromlandesnetz mit 50 Hz genutzten Fernleitungstrasse bei Gryfów (2005)

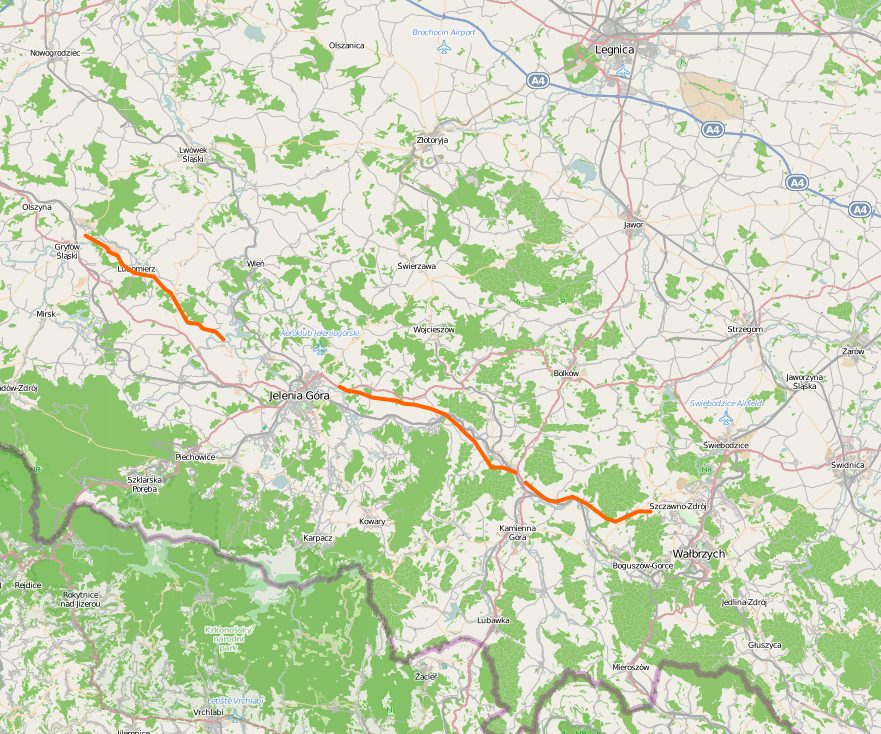
Verlauf von heute noch existierenden, ehemaligen Bahnstromleitungen in Schlesien

Die Freileitungen auf Gittermasten mit zwei Systemen für Einphasenwechselstrom 80 kV und 16⅔ Hertz wurden verschieden ausgeführt. Anfänglich wurde die Zweiebenenanordnung genutzt. Durch Belastungen bei Sturm, Eis und Raureif erwies sich die ursprüngliche Anordnung als störanfällig und wurde schließlich abschnittsweise bis hin zur Einebenenanordnung geändert.
Am 5. Januar 1929 kam es infolge starker Vereisung bei Gaablau und Juliansdorf zu Mastbrüchen, was zeitweilig zur Einstellung des elektrischen Bahnbetriebs führte. Erst am 7. Januar 1929 war die Leitung durch die Errichtung von provisorischen Holzmasten soweit instand gesetzt, dass der elektrische Bahnbetrieb wieder in vollem Umfang aufgenommen werden konnte. Nur unweit der Störungsstelle waren nach einer ähnlichen Störung schon 1921 neue Masten errichtet worden, die für die achtfache Eislast ausgelegt waren und die Vereisung 1929 schadlos überstanden.
In der Folge wurden bis 1934 fast alle Leitungsabschnitte für die zehnfache Eislast ausgelegt, was durch Verringerung der Mastabstände und Ersatz der kupfernen Leiterseile durch solche aus Bronze erfolgte. Die ursprünglich für das Unterwerk Breslau vorgesehenen Transformatoren wurden für eine Heizschaltung im Unterwerk Niedersalzbrunn verwendet.
Folgende Leitungen wurden errichtet:
- Abschnitt 1: Kraftwerk Mittelsteine – Niedersalzbrunn: Masten weitgehend demontiert.
- Abschnitt 2: Niedersalzbrunn – Ruhbank: Masten werden zwischen Ruhbank und Obersalzbrunn als Teil einer 110-kV-Leitung verwendet, nördlich von Obersalzbrunn wurde die Leitung abgebaut.
- Abschnitt 3: Ruhbank – Hirschberg: Masten wurden z. T. auf Einebenenanordnung umgebaut und für eine 110-kV-Leitung verwendet.
- Abschnitt 4: Hirschberg – Lauban: Masten größtenteils entfernt, lediglich westlich von Hirschberg und zwischen Greiffenberg und der Bobertalsperre werden noch einzelne Masten für das 15-kV-Mittelspannungsnetz verwendet (Bild).
- Abschnitt 5: Niedersalzbrunn – Mettkau (betrieben als Speiseleitung mit 15 kV), heute teilweise abgebaut, zwischen Freiburg in Schlesien und Saarau noch Teil einer 110-kV-Leitung.

Die in der Sekundärliteratur mitunter genannte Führung der 80-kV-Leitung über Mettkau hinaus zum Unterwerk Breslau entspringt Planungen der Rbd Breslau aus den 1920er Jahren, die jedoch nicht umgesetzt wurden.
Die bis heute erhaltenen Bahnstromleitungen werden heute für das 50-Hz-Landesnetz genutzt. Dafür wurde eines der früher vier Leiterseile entfernt, da für Drehstrom nur drei Leiter benötigt werden.

### Oberleitungsmaste
Anfänglich beschaffte die Eisenbahnverwaltung einheitliche Maste einschließlich Isolatoren, der Joche bzw. Ausleger. Teilweise wurden bereits Betonmaste verwendet. Ab 1922 wurden die bis dahin errichteten Oberleitungsabschnitte schrittweise konsequent auf Einheitskettenwerk der Reichsbahn mit festen Tragseil und nachgespannten Fahrdraht umgebaut. Dieses Prinzip wurde nun auch bei Neuelektrifizierungen angewandt. Vor Signalen kamen Oberleitungsmasten mit zweigleisigen Auslegern zum Einsatz, damit die Signale nicht verdeckt wurden. Auf der Strecke Königszelt – Breslau Freiburger Bf betrug die Feldlänge 120 Meter bei einer Systemhöhe von 4 m. Die Stützpunkte hielten das Kettenwerk auf Druck während leichte Zwischenmasten die Oberleitung auf Zug hielten. Damit ergab sich im geraden Regelfeld ein Mastabstand von 60 m.

## Wiederelektrifizierung durch die PKP
Interessanterweise blieben die meisten Oberleitungsmasten aus den 1920er Jahren erhalten und wurden zum Teil für die Wiederelektrifizierung mit 3 kV Gleichspannung durch die PKP ab den 1960er Jahren genutzt. Am 17. Dezember 1966 konnte der elektrische Betrieb von Wrocław (Breslau) ausgehend durchgehend bis Jelenia Góra (Hirschberg) aufgenommen werden. Seit dem 20. Dezember 1986 kann auch bis Lubań Śląski (Lauban) und seit dem 30. September 1987 bis Szklarska Poręba Górna wieder elektrisch gefahren werden.